# Villa gooti
Villa gooti är en tvåvingeart som beskrevs av Francois 1969. Villa gooti ingår i släktet Villa och familjen svävflugor.
Artens utbredningsområde är Italien. Inga underarter finns listade i Catalogue of Life.